# Realm
Realm är ett SNES-spel från 1996.

## Handling
Spelet utspelar sig år 5069 och huvudfiguren är en biomekanisk cyborg. Utomjordingar har angripit Jorden, och utplånat nästan alla människor och städer. Jordens sista hopp står till en cyborg, utrustad med bland annat laservapen, som skall ta sig genom fem nivåer och rädda mänskligheten.
Spelet släpptes i slutet av SNES-konsolens levnad, och innehåller avancerad grafik för ett sidscrollande actionspel från den tiden. Spelet recenserades i september 1996 (88:e numret) i Nintendo Power - tillsammans med övriga spel som skulle släppas fram till jul detta år. 

### Fotnoter
1. 1 2 3 4 5 6  ”Game information”. Mobygames. http://www.mobygames.com/game/snes/realm_. Läst 15 juli 2025.
2. 1 2 3  ”Release information”. Gamefaqs. Arkiverad från originalet den 2 december 2006. https://web.archive.org/web/20061202224412/http://www.gamefaqs.com/console/snes/data/588604.html. Läst 15 maj 2014.
3. ↑  ”Nintendo Power coverage information”. David's Nintendo Power Page. Arkiverad från originalet den 28 juni 2008. https://web.archive.org/web/20080628174130/http://192.220.96.203/np.html. Läst 15 maj 2014.